# Lopescladius fittkaui
Lopescladius fittkaui är en tvåvingeart som beskrevs av Ole Anton Saether 1983. Lopescladius fittkaui ingår i släktet Lopescladius och familjen fjädermyggor. Inga underarter finns listade i Catalogue of Life.